# Астапенко, Владимир Аркадьевич
Владимир Аркадьевич Астапенко (бел. Уладзімір Аркадзьевіч Астапенка, род. 13 ноября 1962, Минск, Белорусская ССР, СССР) — советский и белорусский государственный и политический деятель, дипломат, доцент. Кандидат юридических наук (2000).

## Биография
Родился 13 ноября 1962 года в Минске. В 1985 году окончил Московский государственный институт международных отношений МИД СССР, позже — аспирантуру Белорусского государственного университета и МГИМО-Университета МИД РФ.
После окончания университета, в 1985 году, был назначен третьим секретарём МИД Белорусской ССР. На этой должности Владимир проработал пять лет, после чего, в 1990 году, был назначен начальником консульского отдела МИД Республики Беларусь. В 1992 году был назначен на пост Заместителя Министра иностранных дел Республики Беларусь. На этой должности он проработал год, после чего, в 1993 году был назначен на должность генерального консула Республики Беларусь в Нидерландах. В этой должности он проработал два года, после чего, в 1995 году, был назначен советником-посланником посольства Республики Беларусь в Королевстве Бельгии. С 1996 по 1997 года работал начальником Управления международных экономических отношений МИД Республики Беларусь.
С 1997 по 2005 год работал в Белорусском государственном университете в должности проректора по международным связям. После чего, в этом же университете, заведовал кафедрой международного частного и европейского права.
В 2000 году Владимиру Астапенко была присвоена учёная степень кандидат юридических наук. Тема диссертации: Эволюция Европейского союза в свете положений амстердамского договора 1999 года.
Указом Президента Республики Беларусь от 18.04.2008 ему был присвоен дипломатический ранг Чрезвычайного и полномочного посола. Одновременно с этим указом он был назначен Чрезвычайным и полномочным послом Республики Беларусь в Республике Куба. 25 июня 2015 года был отстранён от данной должности.
7 декабря 2017 года глава государства назначил Владимира Астапенко Чрезвычайным и полномочным послом Республики Беларусь в Аргентинской Республике и по совместительству в Восточной Республике Уругвай.
31 августа 2018 года глава государства назначил Владимира Астапенко Чрезвычайным и полномочным послом Республики Беларусь в Республике Парагвай и Республике Перу по совместительству.
Во время «тайной» инаугурации Александра Лукашенко, 23 сентября, подал в отставку заявив, что верит «в лучшее будущее для белорусского народа». Ранее он высказывался в поддержку протестующих в Беларуси. Но позже отозвал заявление и подал новое. В нём он указал, что сделал это «в связи с нарушением нанимателем законодательства».

Прошу освободить меня от должности Чрезвычайного и Полномочного Посла Республики Беларусь в Аргентинской Республике (по совместительству в Парагвае, Перу, Восточной Республике Уругвай и Чили) на основании статьи 41 Трудового кодекса Республики Беларусь в связи с нарушениями нанимателем законодательства, препятствующего выполнению моей работы по трудовому договору— пишет в своём заявлении Владимир Астапенко
После чего он перечислил следующие пункты:
- многочисленные нарушения основных прав и свобод граждан Беларуси, закреплённых в Конституции страны и её международно-правовых обязательствах;
- очевидные и грубые фальсификации итогов президентских выборов, что стало причиной их непризнания 27 государствами — членами ЕС, Великобританией, США, Канадой, Украиной и другими странами;
- неоправданно жёсткая реакция органов внутренних дел (применение чрезмерной силы и спецсредств) в ответ на законные акции мирного протеста;
- неправомерное затягивание принятия решений о возбуждении уголовных дел по фактам убийств, пыток, насилия, массовых избиений, произвольных задержаний, лжесвидетельства со стороны правоохранительных органов;
- несоблюдение требований национального законодательства и международно-правовых обычаев, предусматривающих необходимость обеспечения максимальной публичности при организации церемонии президентской инаугурации[18].

3 ноября 2020 года президент страны подписал указ, которым освободил от должности Чрезвычайного и Полномочного Посла Республики Беларусь в Аргентине и по совместительству в Уругвае, Чили, Парагвае и Перу в связи с совершением проступка, несовместимого с нахождением на дипломатической службе. Также в соответствии с указом, Владимир Астапенко был лишён дипломатического ранга Чрезвычайного и Полномочного Посла.
Как рассказал Астапенко в интервью одному из новостных порталов «новость о принятии указа об увольнении он встретил с облегчением». Однако, своё решение об увольнении он будет оспаривать в суде. Он считает что увольнение в таком виде незаконно. В интервью он также добавил, что не совершал никакого грубого нарушения служебных обязанностей или проступка, несовместимого с нахождением на дипломатической службе.
4 ноября он присоединился к Народному антикризисному управлению. Там он будет заниматься работой над сферой внешней политики и торговли в должности ответственного за сотрудничество с Россией, СНГ, ЕАЭС, ОДКБ. В своём видеообращении Астапенко сообщил, что приглашение поступило от Павла Латушко. В этом же видеообращении он обратился к госслужащим. Он призвал всех «проявить порядочность, которая, как известно, не предполагает героизма, но предполагает неучастие в подлости». Также Астапенко присоединился к Объединённому переходному кабинету, заняв там должность заместителя представителя по иностранным делам (с 2024 года — исполняющий обязанности представителя, а затем представитель кабинета по международному и европейскому сотрудничеству).
Владеет английским, испанским и польским языками.
Бывший член Правительственных делегаций Республики Беларусь, принимавших участие в работе ГА ООН, ЭКОСОС, ОБСЕ, Совета Европы, различных межправительственных и международных неправительственных организаций.

## Уголовное дело
21 декабря 2020 стало известно, что Генеральная прокуратура Беларуси возбудило уголовное дело в отношении Владимира Астапенко. Как сообщается на сайте прокуратуры, заявление поступило из Министерство иностранных дел Республики Беларусь. Генпрокуратура утверждает, что подозреваемый путём злоупотребления служебными полномочиями завладел 2393 долларами США, которые использовал в личных целях. В связи с этим Генеральная прокуратура возбудила уголовное дело в отношении Владимира Астапенко по части 1 статье 210 Уголовного кодекса Республики Беларусь (Хищение путём злоупотребления служебными полномочиями), организацию предварительного расследования которого поручила центральному аппарату Следственного комитета.
В этот же день Астапенко прокомментировал заведённое на него уголовное дело. Владимир утверждает, что эти деньги ему выдало посольство Беларуси в Аргентине на авиабилет для его семьи. Летели с семьёю они в эконом классе. Он также добавил, что старался экономить на всём, дабы сэкономить средства посольства. По прилёте в Минск МИД потребовал вернуть деньги, потраченные на перелёт. Чиновники в министерстве заявили, что Астапенко использовал эти деньги в личных целях. Экс-посол считает, что использовал их в соответствии с инструкцией — для откомандирования. Он предложил решить вопрос в суде, однако министерство ответило отказом.
21 декабря 2022 года против Астапенко начали специальное (заочное) производство. В середине февраля 2023 года стало известно, что его заочно приговорили к пяти годам лишения свободы (это наказание сразу же сократили на один год по амнистии в связи с Днём народного единства) и к штрафу в размере 18 500 белорусских рублей.

## Суд с белорусским МИДом
16 декабря стало известно, что Астапенко подал в суд на МИД. Бывший дипломат через суд требует изменить в приказе о его увольнении формулировку причины увольнения. Астапенко настаивает на том, что уволить его должны были по соглашению сторон после его второго заявления об увольнении, где он ссылался на 41 статью Трудового кодекса: в связи с нарушениями нанимателем законодательства, препятствующими выполнению его работы по трудовому договору. Владимир находится не в Беларуси и участвовать в заседании намерен по видеосвязи — адвокат планирует ходатайствовать об этом перед судом.
23 декабря прошло первое заседание по делу. Оно проходило в суде Ленинского района Минска. На суде Астапенко не смог присутствовать, поскольку судья не удовлетворил ходатайство адвоката сославшись на то, что в суде нет такого оборудования. По итогу суд отказал в иске. Суд пришёл к выводу, что у нанимателя имелись основания для освобождения истца от должности в связи с совершением проступка, не совместимого с нахождением на дипломатической службе.

## Научная деятельность
Является автором более 40 учебных и научных публикаций по проблематике международного и европейского права. Автор типовой учебной программы по европейскому праву.

### Основные публикации
1. Астапенко, В. А. Европейская политика соседства: новые подходы / В. А. Астапенко // Журнал международного права и международных отношений. — 2015. — № 4. — С. 3 — 8.
2. Астапенко, В. А. Европейское право (№ ТД-E.106/тип.): типовая учебная программа для высших учебных заведений по специальности 1-24 01 01 Международное право / В. А. Астапенко. — БГУ, 2009.
3. Астапенка, У. А. Пашырэнне Еўрапейскага саюза — наступствы для адносiн памiж Беларуссю і Польшчай / У. А. Астапенка // Беларусь і Польшча, ПIСМ. — Варшава, 2003. — С. 137—146.
4. Астапенко В. А. Эволюция Европейского союза (Амстердамский договор 1997 года): диссертация на соискание учёной степени кандидата юридических наук / В. А. Астапенко. — Минск: БГУ, 2000.

## Личная жизнь
Женат, воспитывает дочь и двух сыновей.